# Donald Buka
Pour les articles homonymes, voir Buka (homonymie).
Donald Buka, né le 17 août 1920 à Cleveland (Ohio) et mort le 21 juillet 2008 à Reading (Massachusetts), est un acteur américain.

## Biographie

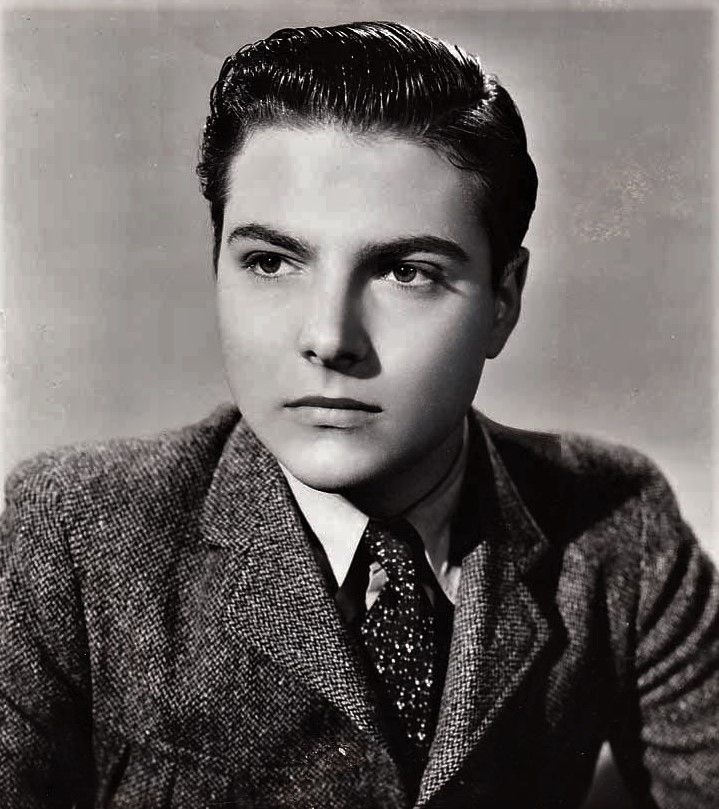
Photo promotionnelle pour Quand le jour viendra (1943)

Donald Buka entame sa carrière d'acteur au théâtre et débute à Broadway (New York) dans La Nuit des rois de William Shakespeare (1940-1941, avec Maurice Evans et Helen Hayes). En 1944, il personnifie Oreste dans une adaptation de l'opéra bouffe La Belle Hélène de Jacques Offenbach (avec Jarmila Novotná dans le rôle-titre et Ernest Truex interprétant Ménélas). Après 1945, il revient occasionnellement à Broadway jusqu'en 1985, notamment dans La Commandante Barbara de George Bernard Shaw (1980, avec Philip Bosco).
Il joue aussi deux fois Off-Broadway, en 1956 dans The Adding Machine (en) d'Elmer Rice (avec Sam Jaffe et Margaret Hamilton), puis en 1957 dans Hamlet de William Shakespeare (avec Siobhán McKenna dans le rôle-titre).
Au cinéma, il contribue à seulement neuf films américains, depuis Quand le jour viendra d'Herman Shumlin (1943, avec Bette Davis et Paul Lukas) jusqu'à L'Insurgé de Martin Ritt (1970, avec James Earl Jones et Jane Alexander). Entretemps, mentionnons La Dernière Rafale de William Keighley (son deuxième film, 1948, avec Mark Stevens et Richard Widmark) et Shock Treatment de Denis Sanders (son avant-dernier film, 1964, avec Stuart Whitman et Carol Lynley).
À la télévision américaine, Donald Buka apparaît dans cinquante-quatre séries, les quatre premières en 1949. Suivent entre autres One Step Beyond (épisode Nuit décisive, 1961, où il personnifie le Marquis de La Fayette), Perry Mason (un épisode, 1964) et Le Grand Chaparral (un épisode, 1969).
Ses deux dernières séries sont Equalizer (un épisode, 1986) et le feuilleton La Force du destin (un épisode, 1987), après quoi il se retire.

## Théâtre
(pièces, comme acteur, sauf mention contraire)

### Broadway
- 1940-1941 : La Nuit des rois (Twelfth Night) de William Shakespeare, musique de scène de Paul Bowles : membre de la troupe
- 1944 : Bright Boy de John Boruff : Allen Carpenter
- 1944 : La Belle Hélène (Helen Goes to Troy), opéra bouffe, musique de Jacques Offenbach, livret original de Ludovic Halévy et Henri Meilhac, adaptation de Gottfried Reinhardt, John Meehan Jr. et Herbert Baker, chorégraphie de Léonide Massine, décors et lumières de Robert Edmond Jones : Oreste
- 1944 : Sophie de Rose C. Feld et George Ross, mise en scène de Michael Gordon : Frankie Halenczik
- 1945 : Live Life Again de Dan Totheroh : Mark Orme
- 1966 : Those That Play the Clowns de Michael Stewart (comme régisseur)
- 1976 : A Texas Trilogy, trois pièces brèves de Preston Jones, mise en scène d'Alan Schneider : Floyd Kinkaid / Clarence Sickenger / Major Leroy W. Ketchum (les 3 rôles en doublure)
- 1980 : La Commandande Barbara (Major Barbara) de George Bernard Shaw : Morrison / Peter Shirley (en doublure)
- 1983 : Le blé est vert (en) (The Corn Is Green) d'Emlyn Williams : Knox, membre du Welsh Chorus / Le squire / Le vieux Tom (ces 2 derniers rôles en doublure)
- 1984-1985 : Design for Living (en) de Noël Coward, costumes d'Ann Roth, mise en scène de George C. Scott : Ernest Friedman (en doublure)

### Off-Broadway
- 1956 : The Adding Machine (en) d'Elmer Rice : Shrdlu
- 1957 : Hamlet de William Shakespeare : voix off

## Filmographie

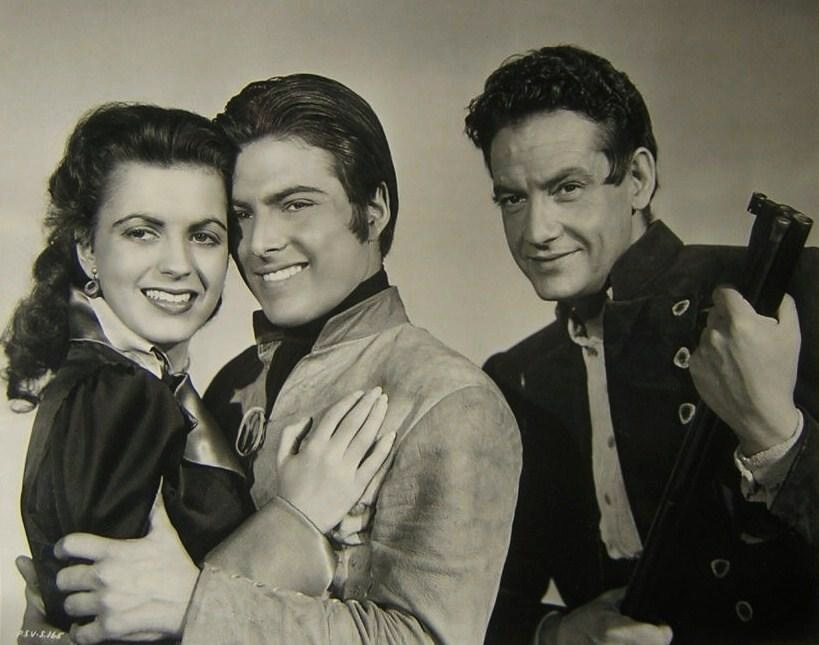
Avec Faith Domergue et George Dolenz (à d.), dans Vengeance corse (1950, photo promotionnelle)

### Cinéma (intégrale)
- 1943 : Quand le jour viendra (Watch on the Rhine) d'Herman Shumlin : Joshua
- 1948 : La Dernière Rafale (The Street with No Name) de William Keighley : Shivvy
- 1950 : De minuit à l'aube (Between Midnight and Dawn) de Gordon Douglas : Ritchie Garris
- 1950 : Vengeance corse (Vendetta) de Mel Ferrer : Padrino
- 1951 : New Mexico (en) d'Irving Reis : Soldat Van Vechton
- 1953 : Stolen Identity (en) de Gunther von Fritsch : Toni Sponer
- 1961 : Operation Eichmann (en) de R. G. Springsteen : David
- 1964 : Shock Treatment de Denis Sanders : le psychologue
- 1970 : L'Insurgé (The Great White Hope) de Martin Ritt : un journaliste

### Télévision (sélection)
(séries)
- 1952 : Tales of Tomorrow, saison 2, épisode 13 The Camera
- 1955 : Climax!, saison 1, épisode 35 One Night Stand de Bernard Girard : Bob Zurko
- 1957 : Badge 714 (Dragnet), saison 7, épisode 3 The Big Button
- 1960 : Alfred Hitchcock présente (Alfred Hitchcock Presents), saison 5, épisode 27 La Pendule à coucou (The Cuckoo Clock) de John Brahm : l'homme à la porte
- 1961 : One Step Beyond, saison 3, épisode 20 Nuit décisive (Night of Decision) de John Newland : Marquis de La Fayette
- 1959-1961 : 77 Sunset Strip
  - Saison 2, épisode 12 Vacation with Pay (1959) de James V. Kern : Pierre
  - Saison 3, épisode 34 The Eyes of Love (1961) de Robert Douglas : Tony Bowman
- 1964 : Perry Mason, saison 8, épisode 10 The Case of the Reckless Rockhound de Jesse Hibbs : Procureur Clark
- 1967 : L'Homme de fer (Ironside), saison 1, épisode 11 Mystère à l'exposition (The Monster of Comus Towers) de Don Weis : Vincent Longo
- 1969 : Le Grand Chaparral (The High Chaparral), saison 3, épisode 12 L'Alliance (Alliance) : Major Ramsey
- 1986 : Equalizer, saison 2, épisode 8 La Vengeance (The Line) de Russ Mayberry : Ben Carrigan
- 1987 : La Force du destin (All My Children), feuilleton, épisode (sans titre) diffusé le 18 décembre 1987 : Franklin